# Johann August von Hellfeld

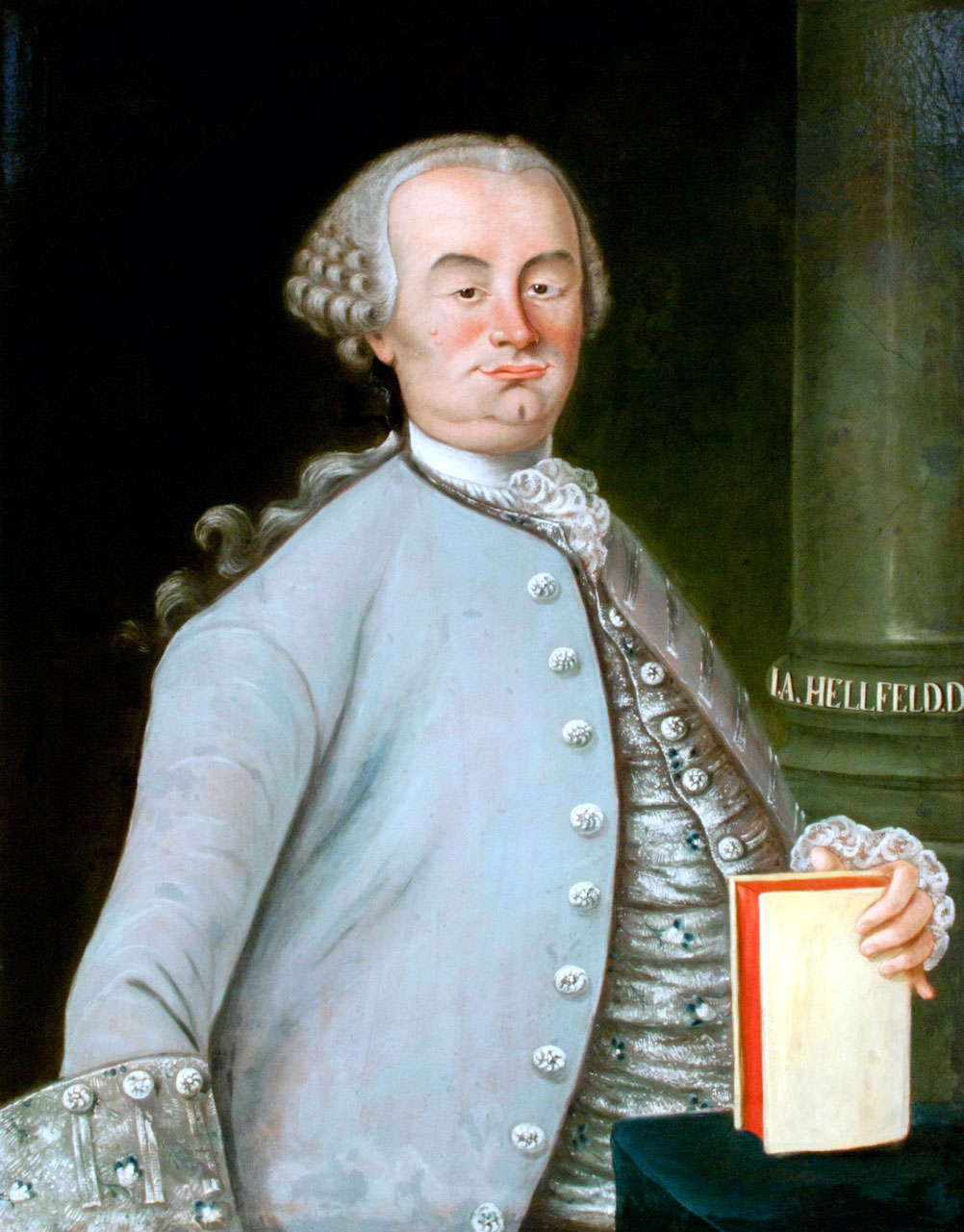
Johann August von Hellfeld

Johann August von Hellfeld (* 9. Februar 1717 in Gotha; † 13. Mai 1782 in Jena) war ein deutscher Rechtswissenschaftler.

## Leben
Hellfelds Vorfahren stammen ursprünglich aus Westfalen, wo diese dem Adel angehörten und unter dem Namen Helleveld oder auch von Hellefeld bekannt waren. Die Nachkommen des Geschlechts wurden genötigt, Westfalen zu verlassen. Ein Nicolaus Hellfeld begab sich als Theologe im 16. Jahrhundert in das Gothaer Land, wo er als Pfarrer in Hausen, Laucha und Siebleben wirkte. Nachkömmlinge dieses Theologen bekleideten verschiedene geistliche und weltliche Stellen im Herzogtum Sachsen-Gotha, ohne jedoch Anspruch auf das Adelsprädikat zu erheben. Aus jenem Umkreis stammte auch Johann Augusts gleichnamiger Vater. Dieser war Advokat des Herzogs von Sachsen-Gotha-Altenburg. Aus seiner Ehe mit Charlotta Friederika Mattenberg, Tochter des Meininger Bürgermeisters Johann Andreas Mattenberg (* 15. Juni 1640 in Gotha; † 24. September 1726 in Meiningen), ging 1717 Johann August hervor.
1754 übernahm er die Vormundschaft und Erziehung des späteren Kanzlers und Generallandschaftsdirektors August Friedrich Karl von Ziegesar.
Aus gutbürgerlichen Verhältnissen stammend, erhielt Hellfeld in seiner frühen Jugend Privatlehrer. Diese bereiteten ihn so weit vor, dass er das renommierte Gymnasium Illustre seiner Geburtsstadt absolvieren konnte, welches unter der Leitung des damaligen Rektors Johann Heinrich Stuß (1686–1775) stand. Am 17. Mai 1734 immatrikulierte er sich an der Universität Jena, um ein Studium der Rechtswissenschaften zu absolvieren. Hierzu gehörte zur damaligen Zeit ein philosophisches Grundstudium, welches Hellfeld bei Heinrich Köhler, Georg Ludwig Herzog (* 1712 in Aurich; † 1737 in Jena) und Christian Gottlieb Buder (1693–1763) absolvierte. Danach frequentierte er juristische Vorlesungen. Zu diesem Zweck besuchte Hellfeld die Ausführungen von Johann Caspar Heimburg, Johann Georg Estor, Burkhard Gotthelf Struve und Johann Rudolph Engau.
Im Anschluss an seine Studien verlangte sein Vater ihn zurück nach Gotha, wo er kurze Zeit als Advokat fungierte. Da ihm diese Aufgabe wenig Freude abrang, zog er wieder nach Jena, wo er am 27. Mai 1739 zum Doktor der Rechte promovierte. Danach hielt er Vorlesungen in Jena, wurde 1745 Advokat am Hofgericht in Jena, am 23. März 1748 ordentlicher Professor und 13. März 1749 Assessor am Schöppenstuhl. Im akademischen Kontext aufsteigend, übernahm er am 16. Mai 1753 die ordentliche Professur der Instituten, 1755 wurde er Professor der Pandekten und sächsisch-gothaischer Hofrat. 1756 war er Senior des Schöppenstuhls, 1759 übernahm er die Professur des Kodex und der Novellen, wurde Senior der Juristenfakultät und 1763 geheimer Regierungsrat von Sachsen-Weimar-Eisenach und Sachsen-Gotha-Altenburg. Hellfeld war Mitglied der Teutschen Gesellschaft in Jena und nachdem er 1764 seinen Adelstitel sich bestätigen ließ, wurde er Erbherr von Pösen und Jägersdorf. Zudem beteiligte sich Hellfeld an den organisatorischen Aufgaben der Salana. So war er einige Male Dekan der Juristenfakultät und in den Sommersemestern 1755, 1761 Rektor der Alma Mater.
Hellfelds Hauptwerk ist Jurisprudentia forensis secundum ordinem pandectarum, welches durch seinen Schwiegersohn abermals aufgelegt wurde. Es diente als Vorlage für Christian Friedrich von Glück und Christian Friedrich Mühlenbruchs Ausführungen zu den Pandekten und war bis ins 19. Jahrhundert ein beliebtes Lehrbuch.

## Familie
Hellfeld war zwei Mal verheiratet. Seine erste Ehe schloss er mit Sophia Maria Struve († 1745 in Jena), der Tochter des Professors Burkhard Gotthelf Struve. Nach deren Tod ging er mit Friederike Ludovika Rus, die Tochter des Professors Johann Reinhard Rus, eine zweite Ehe ein. Von den Kindern kennt man:
- Amalie Ulrike Sophie von Hellfeld verheiratete sich mit dem Juristen Gottlob Eusebius Oeltze (* 20. März 1734; † 27. Februar 1807 in Helmstedt)
- Ernst August von Hellfeld (* Jena) 21. Februar 1749 Uni. Jena, wurde Major in englischen und Schiffskommandeur in niederländischen Seediensten
- Christian August Friedrich von Hellfeld (* 15. November 1757 in Jena; † 7. November 1840 ebd.) wurde Professor in Jena
- Bernhard Gottlieb Huldreich von Hellfeld (* 13. November 1759 in Jena; † 14. Juli 1788 ebd.)
- Johann August Christian von Hellfeld (* 23. Oktober 1765 in Jena; † 7. Februar 1835 ebd.) immatr. 26. September 1782 Uni. Jena, Ober-Appellationsgerichts-Advokat von Sachsen-Weimar
- Caspar Ludwig Carl von Hellfeld (* Jena), immatr. 28. Juli 1780, Amtskommissar in Jena verh. Amalie Wilhelmine Henriette Jagemann

## Schriften (Auswahl)
- Diss. inaug. de condictione mulieri intercedenti competente. Jenae 1739 (Präsens. J. C. Heimburgio)
- Progr. de disputationibus fori. Jena 1739 (Online)
- Historia juris Romani, accedunt leges Regiae, XII Tabularum; Series Edicti perpetui et Lex Papia Poppea. Jena und Leipzig 1740
- Historia iuris Germanici et Canonico-Pontificii. Jena 1741 (Online)
- Diss. jur. de hypotheca mobilium. Jena 1743 (Resp. Johann Andreas Hoffmann (Tambach), Online)
- Diss.de restricta Illustrium alienandi facultate, maxime quoad allodia avita. Jena 1747 (Resp. Theodor Georg Wilhelm Emminghaus (1723–1758), Online)
- Diss. de genuino fundamento jurisdictionis feudalis eiusque limitibus. Pro Loco. Jena 1753 (Online)
- Repertorium reale practicum iuris privati Imperii Romano - Germanici, oder: Vollständige Sammlung aller üblichen und brauchbaren Rechte im heil. Römischen Reiche und den benachbarten Landen, enthaltend Gesetze, Capitularia, Reichsabschiede, Land- und Stadtrechte, Weichbild, Willkühr, Constitutiones und Edicte der ältern, mittlern und neuern Zeiten der Provinzien, und vornehmsten Reichs- und anderer Städte, ferner, den Kern der Deductionen, Responsorum in causis illustrium, praeiudiciorum der höchsten Reichsgerichte, Diplomatum omnis aevi, in welchen das Jus Principum privatum nicht alleine, sondern überhaupt die im gemeinen Leben übliche Rechte, und die heutige Reichspraxis zu finden, wobey die Streitigen Meynungen der JCtorum mit Gründen und Gegengründen bemerket, auch dabey die besten herausgekommenen Schriften angeführet werden, also, dass dieses Werk als eine Bibliotheca Juris Selecta dienen kann. Nach alphabetischer Ordnung ausgearbeitet, unter der Aufsicht Hrn. D. J. A. Hellfeld's u. s. w. 1. Teil. Jena 1753 (Online); 2. Teil. Jena 1755 (Online); 3. Teil. Jena 1760 (Online); 4. Teil. Jena 1762 (Online)
- Diss. jur. de diverso pignoris iure liberis in parentum bonis competente. Jena 1754 (Resp. Ernst Jacob Ludwig Rühm, Online)
- Diss. inaug. de iure creditorum allodialium intuitu feudi et concursus feudalis. Jena 1755 (Resp. Albert Christian Heinrich Schröder (* 1733), Online)
- Progr. de haeredo allodiali debita feudalia a Vasallo repetente soluta repetente. Jena 1755 (Dekanatsprogramm zur Promotion von Georg Gottlieb Wagner (* 1730 in Sangerhausen), Online)
- Diss. inaug. de legis Mosaicae valore hodierno. Jena 1755 (Resp. Georg Gottlieb Wagner, Online)
- Diss. inaug. jur. de remediis legitimis adversus sententias, praesertim in Augustissimo Consilio Imperiali Aulico latas. Jena 1756 (Resp. Wilhelm Friedrich Kreidenmann (* 1734), Online)
- Diss. inaug. jur. de pactis evictionis caussa initis, secundum Jus Commune et Statuta Hamburgensia. Jena 1757 (Resp. Johann Philipp Dresser, Online)
- Progr. de confirmatione divisionum illuftrium. Jena 1757 (Dekanatsprogramm zur Promotion von Gottlob Christhelf Rummel, Online)
- Diss. jur inaug. sistens differentias quaedam inter S. R. Imperii Principes et Comites. Jena 1758 (Resp. Christoph Ludwig Wideburg, Online)
- Progr. de successione ex iure communionis. Jena 1758 (Dekanatsprogramm zur Promotion von Christoph Ludwig Wideburg, Online)
- Progr. de juribus quibusdam Doctorum Nobilitati avitae honorificis et utilibus Jena 1758
- Diss. de eo, quod ob species noviter repartas circa transactiones iuris est. Jena 1759
- Diss. inaug. jur. de effectu clausulae codicillaris testamento, quod rumpitur, adiectae. Jena 1759 (Resp. Carl Friedrich Burmeister, Online)
- Anima hominis substania incompleta argumentum pro resurrectione carnis expectanda. Jena 1760 (Online)
- Diss. inaug. jur. de effectu poenae conventionalis sponsalibus adiectae. Jena 1760 (Resp. Nicolaus Heinrich Evers, Online)
- Diss. inaug. jur. de Simultanea investitura in terris Brunsvico-Luneburgicis. Jena 1761 (Resp. Jacob Rave (1736–1767), Online)
- Diss. inaug. jur. De probatione per exempla seu copias documentorum. Jena 1762 (Resp. Johann Wilhelm Niper, Online)
- Programma de successione in feuda imperii sub Carolingorum imperio filiis competente. Jena 1762 (Dekanatsprogramm zur Promotion von Johann Wilhelm Nieper (* 3. November 1736 in Lüneburg), Online)
- Dissertatio Inauguralis Iuridica De Iure Creditorum Vasalli In Percipienda Ex Fructibus Feudi Solutione. Jena 1762 (Resp. Gottfried Heinrich Hintze (* 23. Oktober 1734 in Wismar), Online)
- Programma II de successione ex iure communionis. Jena 1762 (Dekanatsprogramm zur Promotion von Gottfried Heinrich Hintze, Online)
- Diss. inaug. jur. convenientiam quorundam iuris statutarii Lubecens. capitum cum legibus Westphalorum et speciatim Susatensium sistens. Jena 1762 (Resp. Gabriel Christian Lemke, Online)
- Progr. De Cavsis, Ob Qvas Henricvs II. Imper. Bernhardo Svccessionem In Dvcatvm Saxoniae Denegare Potvit. Jena 1762 (Dekanatsprogramm zur Promotion von Gabriel Christian Lemke (* 13. August 1738 in Lübeck-1799), Online)
- Diss. de convenientia quorundam iuris Lubecensis capitum cum legibus Westphalorum et speciatim Susatensium. Jena 1764
- Diss. inaug. jur. de auctoritate vetustae possessionis in causis praesertim Illustrium. Jena 1763 (Resp. Johann August Reichardt (Remda), Online)
- Jurisprudentia forensis, secundum Pandectarum ordinem, in usum auditorii proposita. Jena 1764, Jena 1766 (Online), Jena 1771 Bd. 1 (Online) 2. Bd. (Online); Jena 1775, Jena 1779 Bd. 1 (Online), Bd. 2 (Online); Jena 1787 Bd. 1 (Online); Bd. 2 (Online), Jena 1792 (Online), Jena 1796 (Online)
- Programma de divisione territoriorum Germanicorum. Jena 1764 (Dekanatsprogramm zur Promotion von Georg Wilhelm Hansen (* 30. November 1740 in Güstrow), Online)
- Progr. de bonis debitorum post eorum cessionem distrabendis. Jena 1764
- Diss. de beneficio competentiae. Jena 1764
- Diss. de actore forum rei haud semper sequente. Jena 1765
- Progr. De divisione territoriorum Germanicorum. Jena 1765
- Diss. inaug. De successione illustrium tanquam privatorum in allodia. Jena 1765 (Resp. Heinrich Gottfried Scheidemantel (1739–1787), Online)
- Progr. de probatione dividuitatis territoriorum per exempla. Jena 1767
- Diss. de violenta rerum nostrarum defensione. Jena 1768
- Progr. de eo, quod in hypothecis tacitis aequum vel iniquum est. Jena 1771 (Dekanatsprogramm zur Promotion von Georg Wilhelm von Eitzen (* 26. August 1748 in Stade), Online)
- Diss. inaug. de praerogativa hypotheeae publicae tacitae aeque ас expressae competente. Jena 1771 (Resp. Georg Wilhelm von Eitzen, Online)
- Solemnia inauguralia. Jena 1771 (Dekanatsprogramm zur Promotion von Christian Friedrich Stoltenberg (* 8. April 1747 in Lübeck), Online)
- Diss. inaug. De seculari jurisdictione in clericos delinquentes, Jena 1771 (Resp. Christian Wilhelm Melis); Jena 1780 (Online)
- Diss. de hypotheca fisci, praesertim in bonis post contractum quaesitis. Jena 1771
- Progr. de oppignoratione allodiorum avitorum. Jena 1771
- Progr. de modis obligandi per religionem. Jena 1771
- Diss. inaug. jur. de transmissione iuris succedendi antecessoris morte non delati. Jena 1772 (Resp. Johann Gottfried Graape, Online)
- Diss. iur. de iustitia poenarum capitalium praesertim in crimine furti periculosi et tertii secundum constitutionem Carolinam et ius Hamburgense. Jena 1772 (Resp. Nicolaus Gerhard Feyga (1743–1814), Online)
- Progr. de actibus principum voluntaiiis absque solemnibus civilibus validis. Jena 1775
- Progr. de successione simultanee investitorum lineali. Jena 1775
- Progr. de restitutione in integrum, personis illustribus competente. Jena 1777
- Progr. de Ducatu Bavariae, ab antiquissimis temporibus hereditario. Jena 1778 (Dekanatsprogramm zur Promotion von Johann Christian Conrad Schröter, Online)
- Diss. inaug. de oblatione debiti usurarum inittium non vero earum cursum inceptum impediente. Jena 1778 (Resp. Johann Christian Conrad Schröter (* 27. April 1751 in Weimar), Online)

Herausgeberschaften
- Burc. Gotth. Struvii Juiisprudentia heroica, seu: Jus, quo illustres utuntur, privatum, ex innumeris exemplis atque historiarum monumentis omnis aevi illustratum. Cum Praefatione de fontibus iuris, quo illustres utuntur, privati.
  - Teil 1, Jena 1743 (Online)
  - Teil 2, Jena 1744 (Online)
  - Teil 3, Jena 1745 (Online)
  - Teil 4, Jena 1746 (Online)
  - Teil 5, Jena 1747 (Online)
  - Teil 6, Jena, 1748 (Online)
  - Teil 7, Jena 1753 (Online)
- Elementa iuris feudalis, ex schedis b. Burc. Gotth. Struvii. Jena 1745 (Online); Jena 1750; Jena 1754; Jena 1763; Jena 1774
- Joh. Rudolph Engau - Elementa iuris criminalis Germanico - Carolini etc. quibus novas quasdam Observationes addidit J. A. Hellfeld. Editio sexta. Jena 1767

Seine kleinen Schriften hat Johann Christian Fischer unter folgenden drei Titeln zusammendrucken lassen.
- Opuscula et Dissertationes iuris civilis privati. Jena 1775 (Online), Jena 1782
- Opera minora in ducs Tomos divisa et edita. Jena 1789 (Online) auch: Opuscula iuris canonici, criminalis, feudalis et publici. Jena 1789 (Online)

## Weblink
- Werke von und über Johann August von Hellfeld in der Deutschen Digitalen Bibliothek

| Personendaten    | Personendaten                   |
| ---------------- | ------------------------------- |
| NAME             | Hellfeld, Johann August von     |
| KURZBESCHREIBUNG | deutscher Rechtswissenschaftler |
| GEBURTSDATUM     | 9. Februar 1717                 |
| GEBURTSORT       | Gotha                           |
| STERBEDATUM      | 13. Mai 1782                    |
| STERBEORT        | Jena                            |